# Étymologie des noms d'unités de mesure
L'étymologie des noms d'unités de mesure n'est détaillée ci-dessous que quand il s'agit d'un nom commun ordinaire, dont le symbole est (ou commence par) une minuscule. Pour les autres noms d'unités, qui sont la transcription directe du nom d'un scientifique (et dont le symbole est une majuscule ou commence par une majuscule, à l'exception du symbole « L ») on indique seulement quel est ce scientifique, pas les raisons pour lesquelles on a utilisé son nom. Les préfixes (milli, kilo, etc.) ne sont pas pris en compte.
- Haut – A
- B
- C
- D
- E
- F
- G
- H
- I
- J
- K
- L
- M
- N
- O
- P
- Q
- R
- S
- T
- U
- V
- W
- X
- Y
- Z

## A
- amagat (Am ou amg) : Émile Hilaire Amagat.
- ampère (A) : André-Marie Ampère.
- ångström (Å) : Anders Jonas Ångström.
- apostilb (asb) : construit sur stilb avec le préfixe apo-, d'origine grecque (ἀπό, « hors de »).
- are (a) : transcription (1793) du latin area (« aire »).

## B
- bar : du grec βάρος (« pesanteur »). Le mot a été forgé par le météorologue norvégien Wilhelm Bjerknes[1].
- barn (b) : mot anglais (« grange »). Ce choix étrange pour une superficie minuscule est un oxymore faisant référence à l'expression populaire He couldn't hit a barn-door (littéralement « Il n'atteindrait pas une porte de grange », l'équivalent de « Il raterait un éléphant dans un couloir »)[2], pour dire qu'en physique nucléaire un barn est une grande section efficace[3]. Le choix de barn s'est fait au cours d'une discussion lors d'un dîner entre participants du projet Manhattan en 1942[3].
- barye (ba) : du grec βάρος (« pesanteur »).
- becquerel (Bq) : Henri Becquerel.
- blondel : André Blondel.
- bougie : de Bougie (بجاية / Béjaya), ville algérienne d'où on importait la cire ; attesté dès 1300[4].

## C
- calorie (cal) : mot forgé en 1824 par le chimiste français Nicolas Clément, à partir du latin calor (« chaleur »)[5].
- candela (cd) : mot latin (« chandelle »), employé dans son sens actuel à partir de 1948 (9e Conférence générale des poids et mesures).
- carat (ct) : transcrit de l'italien carato (même sens), lui-même transcrit de l'arabe قيراط, qīrāṭ (« graine du caroubier », mais aussi une unité de poids, la 20e ou 24e partie d'un denier), lui-même issu du grec κεράτιον (« caroube »), déjà utilisé comme unité de poids (un tiers d'obole)[6].
- coulomb (C) : Charles-Augustin Coulomb.
- curie (Ci) : Pierre Curie[a].

## D
- degré (d'angle, de température, d'alcool, etc.) (°) : du bas latin degradus, issu de gradus (« pas, ou marche d'escalier »)[7].
  - degré Balling (°B) : Karl Josef Napoleon Balling (de).
  - degré Baumé (°B, °Be ou °Bé) : Antoine Baumé.
  - degré Brix (°B ou °Bx) : Adolf Ferdinand Wenceslaus Brix.
  - degré Celsius (°C) : Anders Celsius.
  - degré centigrade : construit à partir de « cent » et de « grade » (de gradus, cf. ci-dessus) : « [échelle divisée] en cent degrés ».
  - degré Dornic (°D) : Pierre Dornic.
  - degré Fahrenheit (°F) : Gabriel Fahrenheit.
  - degré Leyden (°L) : ville de Leyde (Pays-Bas).
  - degré Newton (°N) : Isaac Newton.
  - degré Plato (°P) : Fritz Plato.
  - degré Rankine (°Ra) : William Rankine.
  - degré Réaumur (°Ré ou °r) : René-Antoine Ferchault de Réaumur.
  - degré Rømer (°Rø) : Ole Christensen Rømer.
- dyne : mot forgé en anglais (1873) à partir du grec δύναμις (« force, puissance »)[8].

## E
- einstein (E) : Albert Einstein.
- erg : mot forgé en anglais (1873) à partir du grec ἔργον (« action, travail »)[9].

## F
- farad (F) : Michael Faraday, par apocope.
- fermi : Enrico Fermi.
- frigorie (fg) : construit sur le modèle de calorie, mais à partir de frigus, frigoris (« froid, froidure »), attesté dès 1890[10].

## G
- gal (Gal) : Galilée, par apocope.
- gauss (G) : Carl Friedrich Gauss.
- grade ou gradian (gr puis gon) : transcrit du latin gradus (« pas, marche [d'escalier] »). Le mot est attesté dès 1718 et utilisé dans son sens métrologique dès 1803[11].
- gramme (g) : du grec γράμμα (« signe écrit »), le poids d'un scrupule chez les médecins grecs. Le mot vient de γράφειν (« écrire »)[12], sans doute à la suite d'une erreur : le mot latin scrupulum, altéré en scripulum, aurait été interprété comme venant du verbe scribere (« écrire »)[2],[b].
- gray (Gy) : Louis Gray.

## H
- henry (H) : Joseph Henry.
- hertz (Hz) : Heinrich Hertz.
- heure (h) : du latin hōra (même sens), lui-même issu du grec  ὥρα (« division du temps »).

## J
- jansky (Jy) : Karl Jansky.
- jones : Robert Clark Jones.
- joule (J) : James Prescott Joule.

## K
- katal (kat) : adopté en 1999 à partir du grec κατάλυσις (« dissolution ») par la 21e Conférence générale des poids et mesures.
- kelvin (K) : William Thomson, anobli sous le nom de Lord Kelvin (par référence à la rivière Kelvin, qui coule près de son laboratoire à l'université de Glasgow).

## L
- lambert (L) : Jean-Henri Lambert.
- langley (Ly) : Samuel Pierpont Langley.
- litre (l ou L) : de litron, probablement dérivé du bas latin litra (une mesure de liquide), lui-même issu du grec λιτρον (poids de douze onces)[14],[15].
- lumen (lm) : mot latin (« lumière »).
- lux (lx) : mot du latin archaïque (« lumière, clarté, éclat »), déverbal de lūceō (« luire, briller, éclairer »)[16].

## M
- maxwell (Mx) : James Clerk Maxwell.
- mètre (m) : du grec μέτρον (« mesure »), lui-même issu du sanskrit mãtram[17].
- minute (min) et minute d'arc (′) : du latin minuta (« petite partie »), par référence à la subdivision de l'heure (ou du degré) en 60 petites parties[18].
- mired : contraction de l'expression anglaise micro reciprocal degree (« microdegré réciproque »).
- mole (mol) : transcription en anglais (1897)[19] du mot allemand Mol, inventé en 1893 par le chimiste Wilhelm Ostwald à partir de Molekül (« molécule »)[20].

## N
- newton (N) : Isaac Newton.

## O
- œrsted (Oe) : Hans Christian Ørsted.
- ohm (Ω) : Georg Ohm.

## P
- pascal (Pa) : Blaise Pascal.
- phot (ph) : du grec φῶς, φωτός (« lumière »)[21].
- pièze (pz) : du grec πιέζειν (« presser, serrer »)[22].
- poise (P ou Po) : Jean-Léonard-Marie Poiseuille, par apocope.
- poiseuille (Pl) : Jean-Léonard-Marie Poiseuille.
- prout : William Prout.

## R
- rad (rd) : sigle de radiation absorbed dose (« dose de rayonnement absorbée »).
- radian (rad) : emprunté à l'anglais, construit dès 1869 par Thomas Muir à partir du latin radius (« rayon »)[23],[24],[25],[26],[27].
- röntgen (R) : Wilhelm Röntgen.
  - Röntgen equivalent man (rem) : dose de rayonnement ionisant qui équivaut pour l'homme à un röntgen de rayonnement X ou γ[28].

## S
- sagène ou sajène : du russe сажень (« brasse »).
- SCFM : sigle de l'expression anglaise standard cubic foot per minute (« pied cube par minute »).
- seconde (s) et seconde d'arc (″) : du latin secunda (« deuxième »), par référence à la subdivision de la minuta prima (« minute première ») en 60 petites parties (minutae), les minutae secundae (« minutes secondes »)[29].
- siegbahn : Karl Manne Georg Siegbahn.
- siemens (S) : Werner von Siemens.
- sievert (Sv) : Rolf Sievert.
- soiture : du bas latin secatura, issu du latin secare (« couper »).
- stéradian (sr) : construit sur radian, avec une apocope du préfixe stéréo-, du grec στερεος (« dur, solide »).
- stère (st) : du grec στερεος (« dur, solide »), attesté dès 1795[30].
- sthène (sn) : du grec σθένος (« force, vigueur »)[31].
- stilb (sb) : forgé en 1923 à partir du grec στιλβός (« brillant, éclatant »)[32].
- stokes (St) : George Gabriel Stokes.

## T
- tesla (T) : Nikola Tesla.
- thermie (th) : construit sur le modèle de calorie, mais à partir du grec θερμός (« chaud »), attesté dès 1920[33].
- tonne (t) : du bas latin tunna, lui-même issu du gaulois tonna (« peau »). Du sens de « peau » on serait passé à « sac en cuir » et « outre pour le vin », et de là à « tonneau » puis à son contenu par métonymie[34].
- torr (Torr) : Evangelista Torricelli, par apocope.

## V
- volt (V) : Alessandro Volta, par apocope.

## W
- watt (W) : James Watt.
- weber (Wb) : Wilhelm Eduard Weber.

## X
- unité X (xu) : unité utilisée pour les rayons X.